# پوواکگاهاگالا
پوواکگاهاگالا (به لاتین: Puwakgahagala) یک منطقهٔ مسکونی در سری‌لانکا است که در استان مرکزی (سری‌لانکا) واقع شده‌است.